# Walter Yonsky
Walter Yonsky (Isaac Wrzacki; * 6. November 1937 in Buenos Aires; † 30. April 2002) war ein argentinischer Tangosänger.

## Leben
Yonsky war der Sohn polnisch-jüdischer Eltern, die 1935 von Łódź nach Buenos Aires zogen. Sein Vater, der musikalisch interessiert war und Banjo, Mandoline, Akkordeon und Mundharmonika spielte, unterrichtete ihn in Gesang. 1949 stellte er sich bei Radio Belgrano mit dem Tango Rendido von Alfredo Cordisco und Alberto Leiva vor. Dort verwies man ihn an den Sender Radio Porteña, wo man ihm empfahl, Folkmusik statt der Tangos zu singen. Sein Vater, der meinte, dass er seinen Lebensunterhalt mit Gesang nicht verdienen könne, schickte ihn an eine Handelsschule mit dem Ziel einer Laufbahn als Wirtschaftsprüfer. Er schloss sich jedoch der Theatergruppe der Facultad de Ciencias Económicas an und beendete sein Studium nicht. Nachdem er eine Ausbildung am Instituto Superior de Enseñanza Radiofónica absolviert hatte, debütierte Yonsky 1962 an der Seite von Susana Rinaldi mit Oscar Cascos Theaterkompagnie in Radiosoaps bei Radio Belgrano. Er wechselte dann zum Theater und spielte 1964 als Partner von Alfredo Marino die Rolle des Rodolfo in Arthur Millers Stück Panorama desde el puente (Panorama from the bridge).
1972 debütierte er als Tangosänger mit den Gitarristen Bartolomé Palermo, Paco Peñalba und Norberto Pereira. Mit Oscar del Priore leitete er das Programm Hoy en la ciudad bei Radio Municipal und ein weiteres bei Radio Provincia. 1973 nahm er seine erste LP auf, u. a. mit drei Tangos nach Texten von Héctor Negro (Esta ciudad, Vieja costanera und Para cantarle a mi gente). Später inszenierte er mit Emilio Brancas Cuarteto del Centenario im Café Teatro Buenos Aires die Show Una noche de garufa.
Ab 1975 nahm Yonsky ausschließlich Musik für Kinder auf. Erst 1989 kehrte er mit einem aus dem Bandoneonisten Bebe Nevoso, dem Gitarristen Juan Carlos Navarro und dem Kontrabassisten Omar Murtagh bestehenden Trio und dem Album Tango, poesía y lunfardo zum Tango zurück. Weitere Aufnahmen entstanden mit dem Pianisten Norberto Califano. 1990 nahm er das Album Tango romanza auf; es folgten bis 1997 drei CDs. Später geriet er in finanzielle Schwierigkeiten und stürzte sich 2002 von der Terrasse des Hauses, in dem er wohnte.